# Schübelbach
Schübelbach est une commune suisse du canton de Schwytz, située dans le district de March.

## Géographie

Photo aérienne (1953)

Selon l'Office fédéral de la statistique, Schübelbach mesure 29,01 km2.

## Démographie
Selon l'Office fédéral de la statistique, Schübelbach compte 9 595 habitants fin 2022. Sa densité de population atteint 331 hab./km2.
Le graphique suivant résume l'évolution de la population de Schübelbach entre 1850 et 2008 :